# William Lane Craig
William Lane Craig (* 23. srpna 1949 Peoria, Illinois) je americký analytický filosof a křesťanský teolog, historik, křesťanský apologetik a autor mnoha knih. Je profesorem filosofie na Houstonské baptistické univerzitě a výzkumným profesorem filosofie na Talbotské teologické škole (Biola University), a je považován za jednoho z 50 nejvlivnějších žijících filosofů na světě.
Craig aktualizoval a bránil kosmologický důkaz o existenci Boha. Publikoval také dílo, ve kterém argumentuje ve prospěch historické věrohodnosti Ježíšova vzkříšení. Jeho studium božské aseity a platonismu vyvrcholilo jeho knihou Bůh nad všemi (God Over All, do češtiny zatím nepřeloženo, pozn.). Craig formálně debatoval o existenci Boha (a souvisejících témat, jako je historičnost Ježíšova vzkříšení) s mnoha známými ateisty včetně Sama Harrise ,Christophera Hitchense, Lawrence M. Krausse,Seana Carrolla, Rogera Penrose, Petera Atkinse, Barta Ehrmana a mnoha dalších. William Lane Craig založil a provozuje jeden z největších portálů zabývající se apologetikou ReasonableFaith.org.

## Kariéra
Craig nastoupil na fakultu Trinity Evangelical Divinity School v roce 1980, kde vyučoval filozofii náboženství až do roku 1986.  V roce 1982 dostal Craig pozvání k debatě s Kai Nielsenem na Universitě v Calgary v Kanadě o otázce Boží existence. Vzbudil velký ohlas, proto Craig od té doby debatoval s mnoha filosofy, vědci a biblisty.
Po jednoleté stáži na Westmont College na okraji Santa Barbary se Craig přestěhoval v roce 1987 se svou ženou a dvěma malými dětmi zpět do Evropy, kde byl hostujícím učencem na Katolické universitě v Lovani v Belgii do roku 1994.  V té době se Craig připojil k Katedře filosofie a etiky na Talbotské teologické škole v předměstí Los Angeles jako vědecký profesor filosofie (pozice, kterou v současné době zastává) a poté se stal profesorem filosofie na Houstonské baptistické universitě v roce 2014.
Craig vykonával funkci prezidenta Filosofické společnosti v letech 1999 až 2006. Pomáhal revitalizovat Evangelikální filosofickou společnost a od roku 1996 do 2005 působil jako její prezident.
Co se týče jeho spisovatelské činnosti, Craig napsal nebo editoval přes třicet knih a téměř dvě stě článků publikovaných v odborných časopisech o filosofii a teologii, včetně vysoce hodnocených časopisů jako British Journal for the Philosophy science, Philosophy and Phenomenological Research, Philosophical Studies, Australasian Journal of Philosophy, Faith and Philosophy, Erkenntnis a American Philosophical Quarterly.

## Názory

### Kosmologický argument
Viz také: Kosmologický argument
Craig obhajuje verzi Kosmologického argumentu zvaného Kalamův kosmologický argument.  Zatímco Kalam verze vznikla ve středověké islámské filosofii, Craig přidal odvolání k vědeckým a filosofickým myšlenkám v obraně argumentu. Craigova práce vyústila v současný zájem o kosmologický argument.
Craig formuluje jeho verzi argumentu takto:
1. Vše, což započne svou existenci (má počátek v čase), má příčinu své existence.
2. Vesmír začal existovat (měl počátek v čase).
3. Vesmír má proto příčinu své existence. “

Craigova obrana argumentu se zaměřuje hlavně na druhý předpoklad, a nabízí několik argumentů na jeho podporu. Například Craig apeluje na Hilbertův příklad nekonečného hotelu, který tvrdí, že skutečně nekonečné hromadění lidí v hotelu je nemožné, a tak minulost je konečná a má počátek. A v dalším argumentu Craig říká, že série událostí v čase je tvořena procesem, ve kterém je každý okamžik postupně přidáván do historie. Podle Craiga tento proces nemůže nikdy vytvořit skutečně nekonečnou sbírku událostí, ale místo toho produkuje pouze potenciálně nekonečnou. Na tomto základě tvrdí, že minulost je konečná a má začátek.
Craig také apeluje na různé vědecké teorie, aby podpořil platnost druhé premisy, jako je standardní model velkého třesku kosmického původu a určité důsledky druhého zákona o termodynamice .
Argument Kalam dokazuje, že vesmír měl příčinu, ale Craig dále tvrdí, že příčina musí mít osobní charakter. Nejprve říká, že příčina vesmíru je mimo čas, protože způsobuje samotný začátek času. Poté říká, že příčiny, které jsou mimo čas, mají věčné účinky, pouze pokud jsou neosobní. S ohledem na jeho přijetí argumentu Kalamu pro ne-věčný vesmír dochází k závěru, že příčina vesmíru musí být osobní Bůh.
Craigovy argumenty na podporu argumentu Kalam byly diskutovány a rozebírány filosofy jako Adolf Grünbaum, Quentin Smith, Wes Morriston a Graham Oppy.

### Molinismus
Craig je zastáncem Molinismu, nápadu, který poprvé formuloval jezuitský teolog Luis de Molina, podle kterého Bůh ví, jaké svobodné činy by každý člověk vykonával za všech možných okolností, druh poznání, který se někdy nazývá „střední poznání“. Molinisté, jako je Craig, apelují na tuto myšlenku, aby smířili vnímaný konflikt mezi Boží prozřetelností a lidskou svobodnou vůlí. Myšlenka je taková, že spoléháním se na střední znalosti, Bůh nezasahuje do svobodné vůle někoho, místo toho si vybírá, které okolnosti se mají uskutečnit, vzhledem k úplnému pochopení toho, jak se lidé svobodně rozhodnou jednat v následné reakci.  

### Další názory
Craig je kritik metafyzického naturalismu a Nového Ateismu. Rovněž tvrdí, že správný křesťan by se neměl zaobírat otázkami homosexuality, a že evoluční teorie je s křesťanstvím plně slučitelná.